# Mónika Szerencse
Mónika Szerencse (ur. 4 kwietnia 1985) – węgierska zapaśniczka walcząca w stylu wolnym.
Zajęła dziewiąte miejsce na mistrzostwach świata w 2005. Piąta na mistrzostwach Europy w 2006. Brązowa medalistka akademickich MŚ w 2008 roku.